# サンダードラゴン (1990年のパチンコ機)
サンダードラゴンは、1991年2月にSANKYOが発売した、センター役物の中にロボットを模したドラゴンの顔や手、砲塔が配置されているパチンコ機のシリーズ名。
サンダードラゴンGPとサンダードラゴンEXの2機種がある。

## 概要
貯留型の羽根モノタイプ。通常時、役物内で常に左右に動く砲塔とVゾーンを囲む透明の突起物によりVゾーン入賞が難しい。その反面、多数貯留による継続率・完走率の高さと出玉の多さから、のちに後継機が出るほど人気が高かった。
特にサンダードラゴンGPは、1990年に改正された風営法に対応した第一弾の羽根モノ機として売り出された。改正前の羽根モノ機は最大継続回数が8R、最大賞球数13となっているが、サンダードラゴンGPは最大継続回数15R・賞球数7&15と引き上げられている。
同時期に風営法改正に対応したSANKYOの機種としては、同じ羽根モノ機では『ロボくん』(1991年1月)、『マッドボーイ』(1991年2月)、初めて確変を導入したデジパチ機『フィーバーチャレンジ』（1991年1月）、権利物機として『タイムショックⅠ』（1991年3月）などがある。
2016年には後継シリーズ機『サンダードラゴン』（ジェイビー）が発売され、条件を達成すると初代と同じサウンドが流れるといった隠し要素が搭載された。
同時期の後継機として、大同（現:ビスティ）が開発・発売した『サンダードラゴンD』がある。

## スペック
- サンダードラゴンGP
  - 賞球数 7&15
  - 大当たり最高継続 15R
  - 最大貯留 8個(9カウント)
- サンダードラゴンEX
  - 賞球数 6&13
  - 大当たり最高継続 15R
  - 最大貯留 9個(10カウント)

## 演出
通常時は、役物内の砲塔が常に左右に動いておりVゾーンへの入賞を阻む。
Vゾーン入賞後の大当たり中には、砲塔の動作が停止し、貯留のためドラゴンの手が閉じ、その内側に最大8玉が貯留される。
羽根が15回開閉するか、9玉目が役物に入賞したタイミングでドラゴンが手を広げ保留していた玉が解放される。
最終ラウンドのみ大当たり中のBGMが変化する。
大当たり中、役物アームの小指の間に玉がはまらず、2個の玉が並んだ状態で貯留される場合がある。そのまま解除されるとパンクしてしまうケースが多かった。そうしたパンクを予防するために、左右の羽根への打ち分けによって貯留玉の位置を調整するという打ち方が存在した。
5個ほど貯留させた後、先割れ状態なら、なおも玉が多い側に追加させると、貯留状態が変わる。—『パチンコ攻略マガジンスペシャル　増刊1月18日号』p168

## コンシューマ移植
- Victory-ZONEシリーズ(PlayStation用)
  - 『Victory-ZONE』(ソニー・コンピュータエンタテインメント、1995年3月31日発売、SCPS10002、JAN-4948872100021)に収録。

## サウンドトラック
- 『ザ・パチンコ・ミュージックフロム三共 Ⅲ』 キングレコード、1998年8月21日。KICA-1216。
  - BGMとBGMのアレンジバージョンが収録されている。